# Герлінген (Німеччина)
Герлінген (нім. Gerlingen) — місто в Німеччині, знаходиться в землі Баден-Вюртемберг. Підпорядковується адміністративному округу Штутгарт. Входить до складу району Людвігсбург.
Площа — 17,54 км2. Населення становить 19 784 ос. (станом на 31 грудня 2020).